# Dolmen von Monte Longu

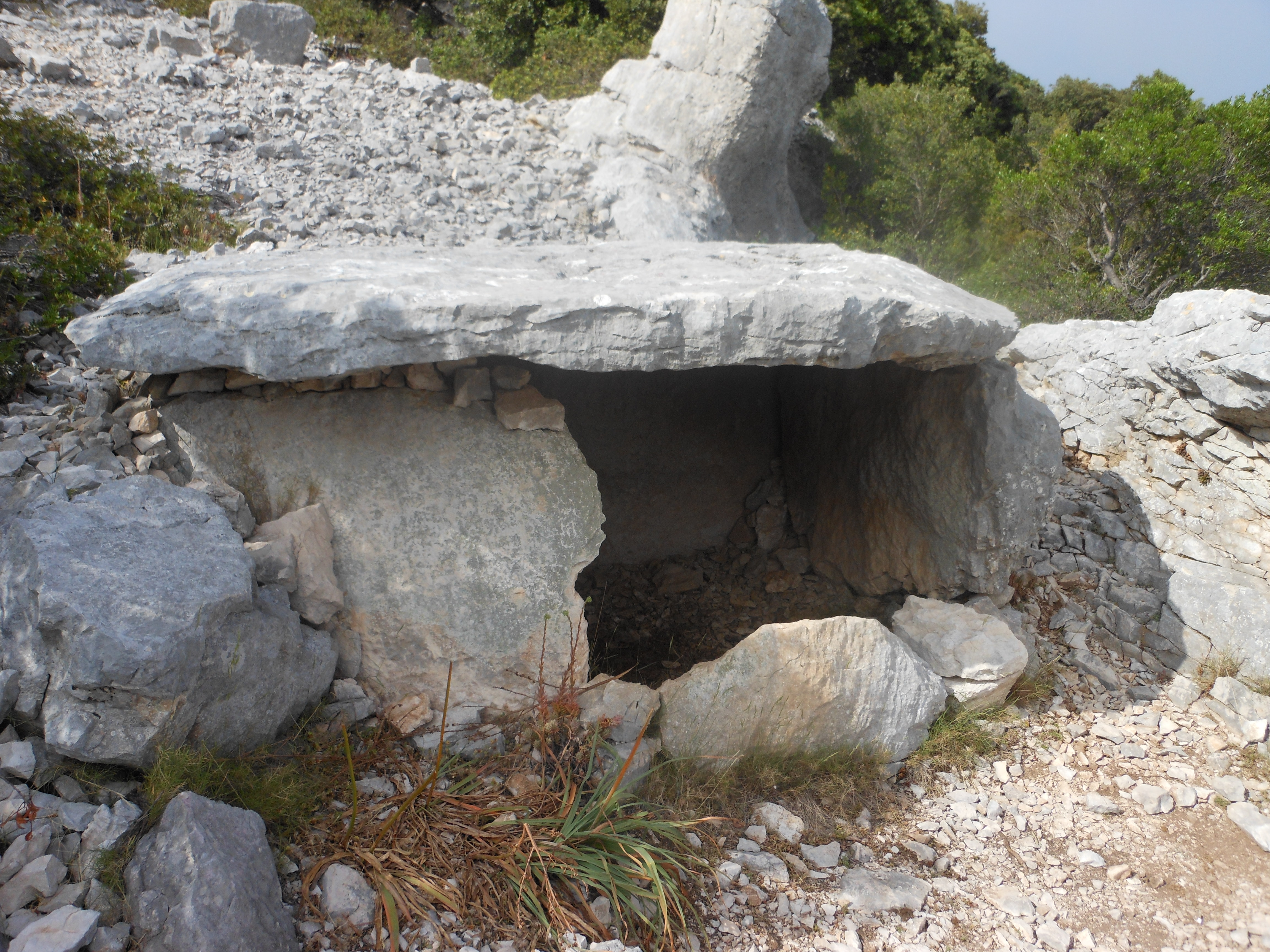
Dolmen von Monte Longu

Der Dolmen von Monte Longu  (deutsch „langer Berg“) liegt südöstlich von Dorgali in der Provinz Nuoro auf Sardinen. Der aus Kalkstein errichtete Dolmen liegt an den südlichen Hängen des Monte Bardia, nicht weit vom Felsen Monte Longu.
Seine Lage am Hang bewirkt, dass die Rückseite des Dolmens, sowie ein Teil der seitlichen Steinplatten im Boden stecken. Der Deckstein, ein polygonaler Monolith von etwa 30 cm Dicke und drei Quadratmetern Fläche liegt auch zum Teil auf. Die Kammer ist rechteckig 2,1 mal 1,5 m und hat eine Höhe von 1,2 m. Aktuell sind vier Platten vorhanden, während eine fünfte zerbrochen auf dem Boden liegt. Ursprünglich waren es wohl sechs. Der Boden zeigt Anzeichen von wiederholten illegalen Ausgrabungen.
Trotz der Absenz von archäologischen Funden wird der Dolmen Monte Longu mit den Dolmen von Luras und Motorra, der Ozieri-Kultur (3200 bis 2800 v. Chr.) zugeordnet.#

## Siehe auch

Dolmen von Monte Longu
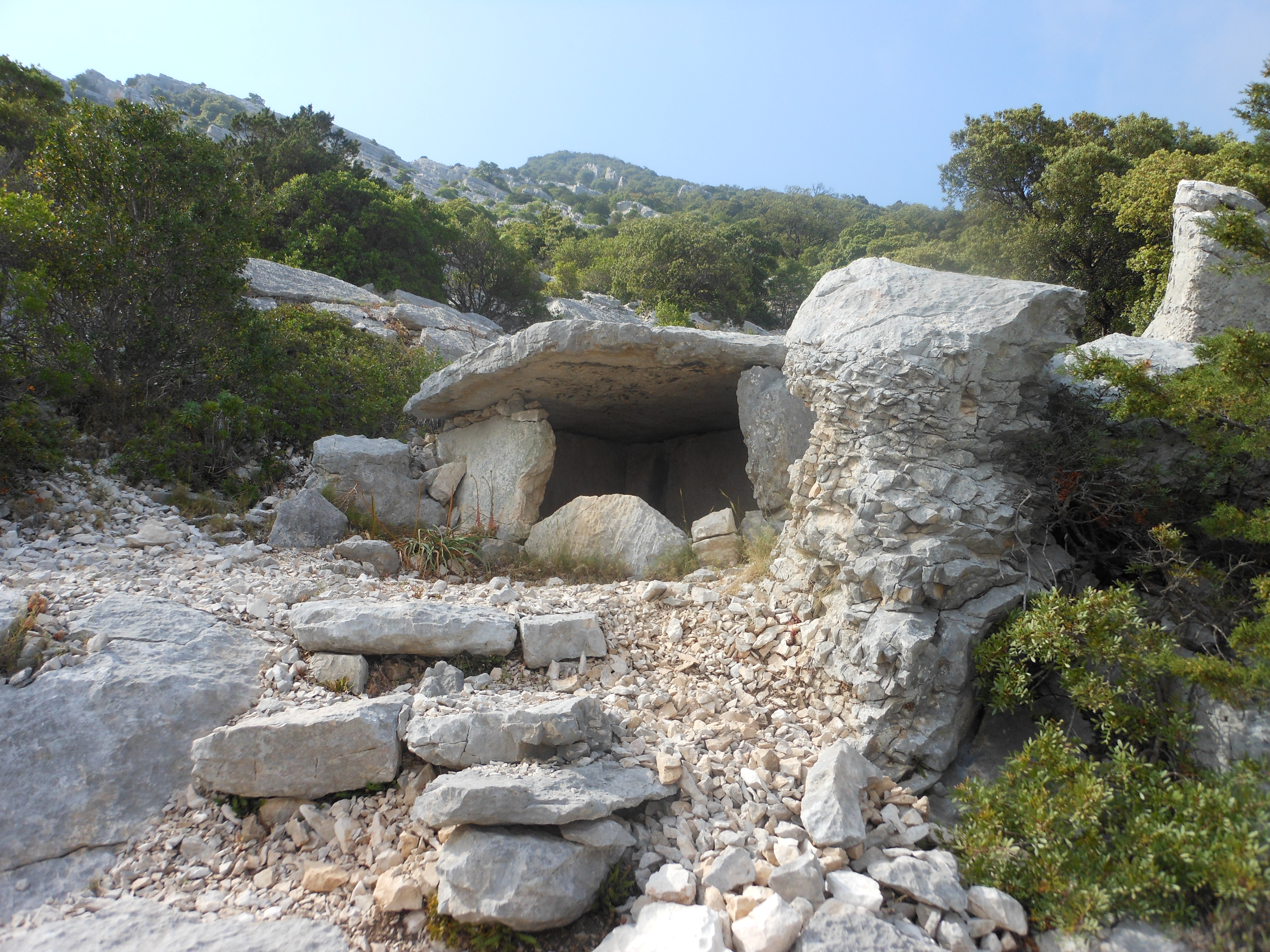
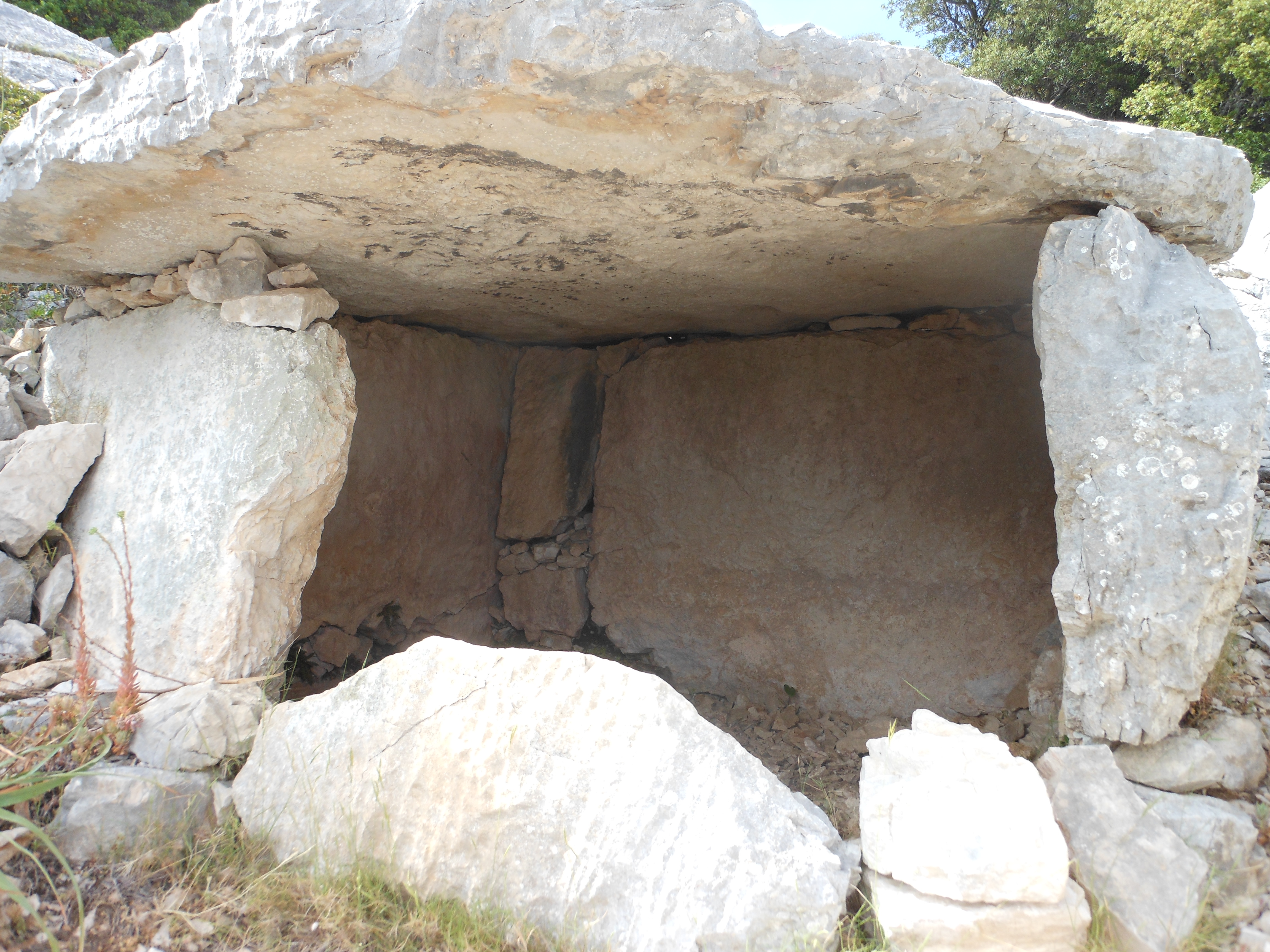
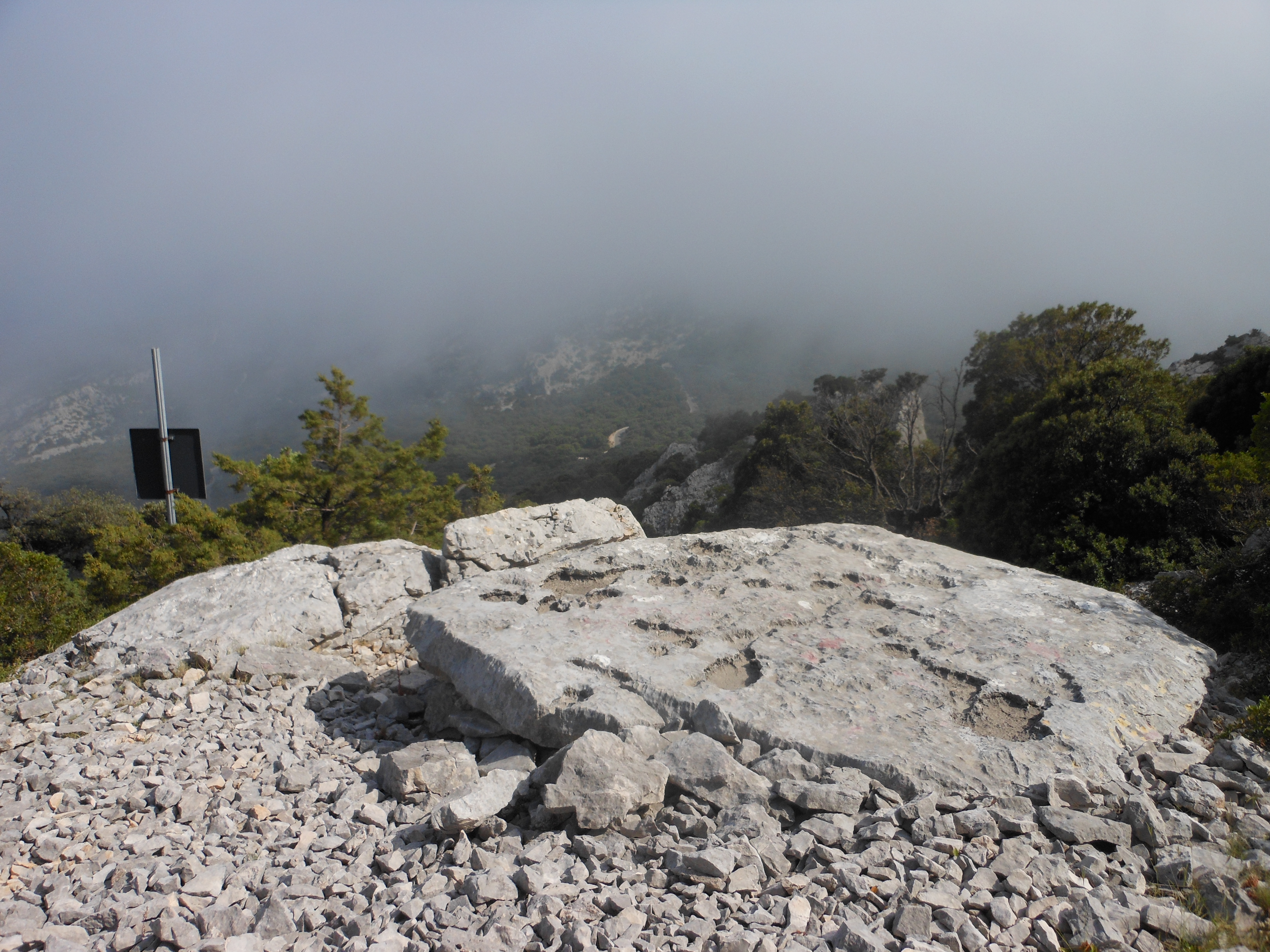